# Miguel Joseph Monzón
Miguel Joseph Monzón o Miguel José Monzón (Jorcas, ? - México, ?) fue un médico español famoso por su papel en la introducción de la vacunación en México.

## Biografía
Natural de Jorcas, en Aragón, se licenció como cirujano en La Coruña en 1791. Sirvió como médico a bordo de varios barcos y hospitales en el Atlántico entre Galicia y el Caribe, siendo reseñable su servicio en Cuba, donde conoció la entonces novedosa técnica de la vacunación.
Llevó dicha técnica a Veracruz en 1804, donde el ayuntamiento del puerto mostró gran interés en su uso, aplicándola inicialmente en la localidad. Monzón recibió ese mismo año el encargo de las autoridades novohispanas de llevar la vacuna contra la viruela a la provincia de Campeche. Su misión duró tres meses, vacunando 1366 personas. Hubo de enfrentarse sin embargo a la oposición del médico francés Carlos Escofiet, que desconfiaba de la nueva técnica. Monzón contó en cambio con el apoyo de las autoridades que desautorizaron a Escofiet.
Su campaña fue previa a la llegada a Nueva España de la Real Expedición Filantrópica de la Vacuna. A la llegada de esta a México en 1805, Balmis inicialmente dudó de los trabajos previos de Monzón, pero tras encargar a una revisión de esta terminó felicitándole.
Entre 1807 y 1809, Monzón recibió el nuevo encargo de la Junta de Vacuna de Veracruz de continuar su trabajo en Tuxtla, Acayucan, Cosamaloapan y Tlacotalpan.
Tuvo un hijo, Pedro Miguel, y desde 1816 consta como masón. En 1819 fue nombrado profesor honorario médico-cirujano de la Real Armada, regresando a Ferrol al año siguiente. Del periodo constan varias obras de carácter médico, incluyendo una descripción topográfico-médica de Veracruz, publicada en el Periódico de la Sociedad Médico-Quirúrgica de Cádiz del que era corresponsal, un tratado sobre la fiebre amarilla en Veracruz o un manual epidemiológico.
Volvió sin embargo a México, y tras la declaración de independencia del país, que conllevó una expulsión de españoles en 1827, logró una excepción, falleciendo en el mismo.